# Liga Paulista de Futsal
O Campeonato Paulista/Liga Paulista de Futsal, é uma competição realizada entre diversas equipes de futsal do estado de São Paulo. Até 2011, a competição era organizada pela Federação Paulista de Futsal (FPFS), em 2012, passou a ser realizada pela Liga Paulista de Futsal (LPF). No entanto, devido a divergências entre Federação e Liga, a partir de 2019, a FPFS voltou a organizar suas competições, em paralelo as competições da Liga Paulista, com isso, agora são disputados dois torneios por ano no estado. 

## Participantes em 2018
Participam da liga:
| Equipe                         | Cidade              | Ginásio                     | Títulos             |
| AA FIB/Bauru                   | Bauru               | Ginásio Duduzão             | 0 (não possui)      |
| AA Itapeva                     | Itapeva             | Ginásio Antônio Queiroz     | 0 (não possui)      |
| AABB/Mapfre                    | São Paulo           | Ginásio da AABB             | 1 (2012)            |
| AD Indaiatuba/Pipocas Clac     | Indaiatuba          | Carlos Aldrovandi           | 0 (não possui)      |
| AD Mogi das Cruzes Futsal      | Mogi das Cruzes     | Prof. José Limongi Sobrinho | 0 (não possui)      |
| ADC Intelli/São Carlos         | São Carlos          | Ginásio Milton Olaio        | 3 (último em 2011)  |
| A.D. Yoka/ACR/Fabiomultimarcas | Guaratinguetá       | Itaguará Country Clube      | 0 (não possui)      |
| Barueri                        | Barueri             | Ginásio José Corrêa         | 0 (não possui)      |
| Dracena Futsal/Tempersul       | Dracena             | Ginásio Alaor Ferrari       | 0 (não possui)      |
| EC Hortolândia Futsal          | Hortolândia         | Ginásio Victor Savala       | 0 (não possui)      |
| Magnus Futsal                  | Sorocaba            | Arena Sorocaba              | 2 (último em 2017)  |
| Pulo do Gato Futsal            | Campinas            | Ginásio Rogê Ferreira       | 0 (não possui)      |
| Santo André Futsal             | Santo André         | Ginásio Noêmia Assunção     | 0 (não possui)      |
| São José Futsal/Manguaça FS    | São José dos Campos | Tênis Clube                 | 2 (último em 2008)  |
| S.C. Corinthians Paulista      | São Paulo           | Ginásio Wlamir Marques      | 11 (último em 2016) |
| Taubaté Futsal/Selt            | Taubaté             | Ginásio da Vila Aparecida   | 0 (não possui)      |
| UNIARA/Fundesport              | Araraquara          | Ginásio Gigantão            | 0 (não possui)      |

## Campeões

### Categoria Principal
| Edição       | Ano       | Campeão              | Vice-Campeão             |
| ------------ | --------- | -------------------- | ------------------------ |
| 1ª           | 1957      | Clube Universitário  | TCC                      |
| 2ª           | 1958      | AESJ                 | Ponte Preta              |
| 3ª           | 1959      | Clube Universitário  | AESJ                     |
| 4ª           | 1960      | Tênis Clube          | TCC                      |
| 5ª           | 1961      | AESJ                 | ABASC                    |
| 6ª           | 1962      | Botucatuense         | TCC                      |
| 7ª           | 1963      | AESJ                 | ABASC                    |
| 8ª           | 1964      | Ypiranga             | AESJ                     |
| 9ª           | 1965      | Palmeiras            | Tênis Clube              |
| 10ª          | 1966      | Ypiranga             | Matarazzo                |
| 11ª          | 1967      | RECRA                | Matarazzo                |
| 12ª          | 1968      | Palmeiras            | Unidos Clube             |
| 13ª          | 1969      | Palmeiras            | Unidos Clube             |
| 14ª          | 1970      | Palmeiras            | Banespa                  |
| 15ª          | 1971      | Corinthians          | Palmeiras                |
| 16ª          | 1972      | Corinthians          | Palmeiras                |
| 17ª          | 1973      | Corinthians          | Palmeiras                |
| 18ª          | 1974      | Palmeiras            | Banespa                  |
| 19ª          | 1975      | Banespa              | Círculo Militar          |
| 20ª          | 1976      | Palmeiras            | Banespa                  |
| 21ª          | 1977      | Sepa                 | Banespa                  |
| 22ª          | 1978      | Corinthians          | AABB                     |
| 23ª          | 1979      | A Hebraica           | Palmeiras                |
| 24ª          | 1980      | Corinthians          | Palmeiras                |
| 25ª          | 1981      | Corinthians          | Gercan                   |
| 26ª          | 1982      | Gercan               | Grêmio Água Branca       |
| 27ª          | 1983      | Gercan               | Atlético Indiano         |
| 28ª          | 1984      | Gercan               | Portuguesa               |
| 29ª          | 1985      | Gercan               | Grêmio Água Branca       |
| 30ª          | 1986      | Transbrasil          | Gercan e Corinthians     |
| 31ª          | 1987      | Grêmio Água Branca   | Telesp                   |
| 32ª          | 1988      | Maneca               | General Motors           |
| 33ª          | 1989      | Grêmio Água Branca   | Eletropaulo              |
| 34ª          | 1990      | Bordon Poli          | Banespa                  |
| 35ª          | 1991      | Bordon Poli          | General Motors           |
| 36ª          | 1992      | Eternit              | Palmeiras                |
| 37ª          | 1993      | Bordon Poli          | Palmeiras                |
| 38ª          | 1994      | Wimpro               | General Motors           |
| 39ª          | 1995      | Corinthians          | AABB                     |
| 40ª          | 1996      | Banespa              | General Motors           |
| 41ª          | 1997      | General Motors       | Corinthians              |
| 42ª          | 1998      | São Paulo/Osasco     | General Motors           |
| 43ª          | 1999      | São Paulo/Osasco     | Grêmio Barueri           |
| 44ª          | 2000      | Banespa              | General Motors           |
| 45ª          | 2001      | Banespa              | Corinthians              |
| 46ª          | 2002      | Banespa              | São Paulo/Grêmio Barueri |
| 47ª          | 2003      | ADC Intelli          | Palmeiras/Osasco         |
| 48ª          | 2004      | Banespa/São Bernardo | ADC Intelli              |
| 49ª          | 2005      | Banespa/São Bernardo | ADC Intelli              |
| 50ª          | 2006      | Banespa/São Bernardo | Santa Fé Futsal          |
| 51ª          | 2007      | São José Futsal      | Itapeva                  |
| 52ª          | 2008      | São José Futsal      | ADC Intelli              |
| 53ª          | 2009      | Corinthians          | ADC Intelli              |
| 54ª          | 2010      | ADC Intelli          | Corinthians              |
| 55ª          | 2011      | ADC Intelli          | Santos                   |
| 56ª          | 2012      | AABB                 | Pindamonhangaba          |
| 57ª Detalhes | 2013      | Corinthians          | AABB                     |
| 58ª Detalhes | 2014      | Sorocaba Futsal      | ADC Intelli              |
| 59ª Detalhes | 2015      | Corinthians          | ADC Intelli              |
| 60ª Detalhes | 2016      | Corinthians          | Sorocaba Futsal          |
| 61ª Detalhes | 2017      | Sorocaba Futsal      | Corinthians              |
| 62ª Detalhes | 2018      | Corinthians          | Sorocaba Futsal          |
| 63ª          | FPFS 2019 | Corinthians          | Sorocaba Futsal          |
| 64ª          | LPF 2019  | Corinthians          | Sorocaba Futsal          |
| 65ª          | FPFS 2020 | Sorocaba Futsal      | São José Futsal          |

#### Títulos por equipe (Campeonato Paulita + Liga Paulista)
| Clube               | Títulos                                                                                   | Vices                                               |
| ------------------- | ----------------------------------------------------------------------------------------- | --------------------------------------------------- |
| Corinthians         | 15 (1971, 1972, 1973, 1978, 1980, 1981, 1995, 2009, 2013, 2015, 2016, 2018, 2019 e 2022). | 8 (1986, 1997, 2001, 2010, 2017, 2021, 2023 e 2023) |
| Banespa             | 8 (1975, 1996, 2000, 2001, 2002, 2004, 2005 e 2006)                                       | 5 (1970, 1974, 1976, 1977 e 1990)                   |
| Sorocaba Futsal (1) | 7 (2014, 2017, 2020, 2021, 2022, 2023 e 2023)                                             | 5 (2016, 2018 , 2019, 2019 e 2022)                  |
| Palmeiras           | 6 (1965, 1968, 1969, 1970, 1974 e 1976)                                                   | 8 (1971, 1972, 1973, 1979, 1980, 1992, 1993 e 2003) |
| Gercan              | 4 (1982, 1983, 1984 e 1985)                                                               | 2 (1981 e 1986)                                     |
| ADC Intelli         | 3 (2003, 2010 e 2011)                                                                     | 6 (2004, 2005, 2008, 2009, 2014 e 2015)             |
| AESJ                | 3 (1958, 1961 e 1963)                                                                     | 2 (1959 e 1964)                                     |
| Bordon Poli         | 3 (1990, 1991 e 1993)                                                                     | 0                                                   |
| Grêmio Água Branca  | 2 (1987 e 1989)                                                                           | 2 (1982 e 1985)                                     |
| Osasco              | 2 (1998 e 1999)                                                                           | 1 (2003)                                            |
| São Paulo           | 2 (1998 e 1999)                                                                           | 1 (2002)                                            |
| Clube Universitário | 2 (1957 e 1959)                                                                           | 0                                                   |
| São José            | 2 (2007 e 2008)                                                                           | 1 (2020)                                            |
| Ypiranga            | 2 (1964 e 1966)                                                                           | 0                                                   |
| General Motors      | 1 (1997)                                                                                  | 6 (1988, 1991, 1994, 1996, 1998 e 2000)             |
| AABB                | 1 (2012)                                                                                  | 3 (1978, 1995, 2013)                                |
| Tênis Clube         | 1 (1960)                                                                                  | 1 (1965)                                            |
| A Hebraica          | 1 (1979)                                                                                  | 0                                                   |
| Botucatuense        | 1 (1962)                                                                                  | 0                                                   |
| Eternit             | 1 (1992)                                                                                  | 0                                                   |
| Maneca              | 1 (1988)                                                                                  | 0                                                   |
| RECRA               | 1 (1967)                                                                                  | 0                                                   |
| Sepa                | 1 (1977)                                                                                  | 0                                                   |
| Transbrasil         | 1 (1986)                                                                                  | 0                                                   |
| Wimpro              | 1 (1994)                                                                                  | 0                                                   |
| TCC                 | 0                                                                                         | 3 (1957, 1960 e 1962)                               |
| ABASC               | 0                                                                                         | 2 (1961 e 1963)                                     |
| Grêmio Barueri      | 0                                                                                         | 2 (1999 e 2002)                                     |
| Matarazzo           | 0                                                                                         | 2 (1966 e 1967)                                     |
| Unidos Clube        | 0                                                                                         | 2 (1968 e 1969)                                     |
| Atlético Indiano    | 0                                                                                         | 1 (1983)                                            |
| Círculo Militar     | 0                                                                                         | 1 (1975)                                            |
| Eletropaulo         | 0                                                                                         | 1 (1989)                                            |
| Itapeva             | 0                                                                                         | 1 (2007)                                            |
| Pindamonhangaba     | 0                                                                                         | 1 (2012)                                            |
| Ponte Preta         | 0                                                                                         | 1 (1958)                                            |
| Portuguesa          | 0                                                                                         | 1 (1984)                                            |
| Santa Fé Futsal     | 0                                                                                         | 1 (2006)                                            |
| Santos              | 0                                                                                         | 1 (2011)                                            |
| Telesp              | 0                                                                                         | 1 (1987)                                            |

#### Títulos por cidade
| Cidade              | Títulos | Vices |
| ------------------- | ------- | ----- |
| Sâo Paulo           | 43      | 31    |
| Osasco              | 5       | 3     |
| São José dos Campos | 5       | 2     |
| Orlândia            | 3       | 6     |
| Sorocaba            | 2       | 2     |
| São Caetano do Sul  | 1       | 6     |
| Campinas            | 1       | 2     |
| Botucatu            | 1       | 0     |
| Guarulhos           | 1       | 0     |
| Ribeirão Preto      | 1       | 0     |
| Taubaté             | 0       | 3     |
| Barueri             | 0       | 2     |
| Jundiaí             | 0       | 2     |
| São Carlos          | 0       | 2     |
| Itapeva             | 0       | 1     |
| Pindamonhangaba     | 0       | 1     |
| Santa Fé do Sul     | 0       | 1     |
| Santos              | 0       | 1     |